# Elezioni europee del 1994 in Italia
Le elezioni europee del 1994 in Italia si sono tenute il 12 giugno.
In concomitanza con le elezioni europee si è votato anche per le regionali della Sardegna e le amministrative.

## Sistema di voto

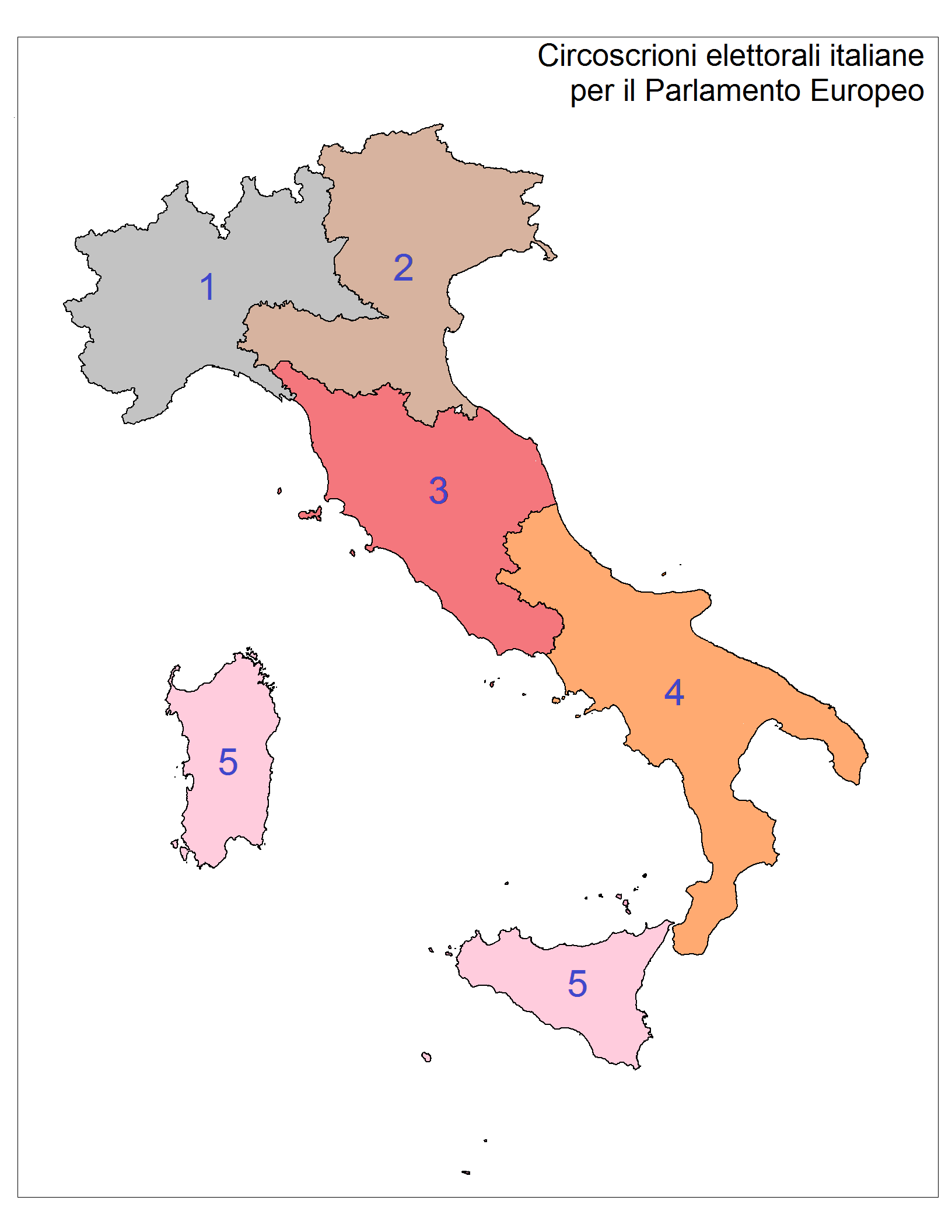
Le circoscrizioni italiane per le elezioni europee del 1994

Le elezioni europee in Italia del 1994 si tennero con il sistema di voto introdotto con la legge elettorale per l'elezione dei rappresentanti italiani presso il Parlamento europeo deliberata con provvedimento n° 18 del 24 gennaio 1979. Il territorio nazionale italiano era suddiviso in 5 circoscrizioni plurinominali assegnatarie di un numero di seggi variabili a seconda della popolazione ed il complesso delle circoscrizioni elettorali formava il collegio unico nazionale.
La ripartizione dei seggi si effettuava dividendo il numero degli abitanti della Repubblica per il numero dei rappresentanti spettante all'Italia nel Parlamento europeo, e distribuendo i seggi in proporzione alla popolazione di ogni circoscrizione, risultante dell'ultimo censimento generale, sulla base dei quozienti interi e dei più alti resti. La legge in oggetto era improntata ad un principio di proporzionalismo. Il calcolo dei seggi attribuiti ad ogni lista avveniva semplicemente a livello centrale nel collegio unico nazionale, per tramite del metodo Hare-Niemeyer dei quozienti naturali e dei più alti resti.
Determinato il numero di seggi spettanti ad ogni partito, gli stessi venivano suddivisi fra le singole liste circoscrizionali con lo stesso principio proporzionale puro: ne consegue il ruolo meramente procedurale delle circoscrizioni, e la possibilità della variazione del numero complessivo dei rappresentanti delle singole ripartizioni. Per le liste delle minoranze linguistiche era prevista la possibilità di collegamento con una lista di orizzonte nazionale: in tal caso i voti della lista linguistica andavano ad incrementare quelli della lista nazionale, ottenendo uno dei suoi seggi qualora un candidato linguistico ottenesse almeno 50 000 suffragi. Inoltre la legge prevedeva il voto di preferenza plurimo per i candidati della lista: ogni elettore poteva esprimere il proprio gradimento fino a tre candidati, e gli stessi vengono proclamati eletti, nel limite degli scranni ottenuti da ogni lista circoscrizionale, secondo la graduatoria di consensi ottenuta. Si segnala infine che il diritto di voto era consentito anche ai cittadini italiani residenti nelle altre nazioni che partecipavano all'elezione del Parlamento europeo presso le nazioni stesse.

### Circoscrizioni
Il territorio nazionale italiano, che assegnava 87 seggi, venne suddiviso in 5 circoscrizioni plurinominali così ripartite:
1. Italia nord-occidentale (Valle d'Aosta, Piemonte, Liguria, Lombardia) - 25 seggi;
2. Italia nord-orientale (Trentino-Alto Adige, Veneto, Friuli-Venezia Giulia, Emilia-Romagna) - 18 seggi;
3. Italia centrale (Toscana, Umbria, Marche, Lazio) - 20 seggi;
4. Italia meridionale (Abruzzo, Molise, Campania, Puglia, Basilicata, Calabria) - 16 seggi;
5. Italia insulare (Sicilia, Sardegna) - 8 seggi.

## Risultati
| Liste                  | Liste                                                       | Gruppo                 | Voti       | %     | Seggi | Differenza | Differenza |
| Liste                  | Liste                                                       | Gruppo                 | Voti       | %     | Seggi | %          | Seggi      |
| ---------------------- | ----------------------------------------------------------- | ---------------------- | ---------- | ----- | ----- | ---------- | ---------- |
|                        | Forza Italia (FI)                                           | FE                     | 10 089 139 | 30,62 | 27    | nuovo      | nuovo      |
|                        | Partito Democratico della Sinistra (PDS)                    | PSE                    | 6 281 354  | 19,06 | 16    | 8,52       | [ 2 ]      |
|                        | Alleanza Nazionale (AN)                                     | NI                     | 4 108 670  | 12,47 | 11    | 6,96       | 7          |
|                        | Partito Popolare Italiano (PPI)                             | PPE                    | 3 295 337  | 10,00 | 8     | 22,90      | 18         |
|                        | Lega Nord (LN)                                              | ELDR                   | 2 162 586  | 6,56  | 6     | 4,73       | 4          |
|                        | Partito della Rifondazione Comunista (PRC)                  | GUE                    | 2 004 716  | 6,08  | 5     | 4,79       | [ 4 ]      |
|                        | Patto Segni                                                 | PPE                    | 1 073 095  | 3,26  | 3     | nuovo      | nuovo      |
|                        | Federazione dei Verdi (FdV)                                 | GV                     | 1 055 797  | 3,20  | 3     | 2,97       | 2          |
|                        | Lista Pannella-Riformatori                                  | ARE                    | 702 717    | 2,13  | 2     | 0,89       | Stabile    |
|                        | Partito Socialista Italiano - Alleanza Democratica (PSI-AD) | PSE                    | 606 538    | 1,84  | 2     | 12,96      | 10         |
|                        | La Rete                                                     | GV                     | 366 258    | 1,11  | 1     | nuovo      | nuovo      |
|                        | Partito Repubblicano Italiano (PRI)                         | ELDR                   | 242 786    | 0,74  | 1     | 3,66       | 2          |
|                        | Partito Socialista Democratico Italiano (PSDI)              | NI                     | 227 439    | 0,69  | 1     | 2,03       | 1          |
|                        | Lega d'Azione Meridionale (LAM)                             | –                      | 224 033    | 0,67  | -     | nuovo      | nuovo      |
|                        | Südtiroler Volkspartei (SVP)                                | PPE                    | 202 668    | 0,62  | 1     | 0,12       | Stabile    |
|                        | Federalismo - Europe (Fed)                                  | –                      | 126 937    | 0,39  | -     | 0,21       | 1          |
|                        | Lega Alpina Lumbarda (LAL)                                  | –                      | 110 458    | 0,34  | -     | nuovo      | nuovo      |
|                        | Federazione dei Liberali (FdL)                              | –                      | 53 983     | 0,16  | -     | nuovo      | nuovo      |
|                        | Solidarietà                                                 | –                      | 15 214     | 0,05  | -     | nuovo      | nuovo      |
| Totale                 | Totale                                                      | Totale                 | 32 949 725 | 100   | 87    |            |            |
| Schede bianche e nulle | Schede bianche e nulle                                      | Schede bianche e nulle | 2 753 484  |       |       |            |            |
| Votanti                | Votanti                                                     | Votanti                | 35 667 440 | 73,60 |       |            |            |
| Elettori               | Elettori                                                    | Elettori               | 48 461 792 |       |       |            |            |